# Pseudechis porphyriacus
La serpiente negra de vientre rojo (Pseudechis porphyriacus) es una especie de serpiente de la familia Elapidae nativa del este de Australia. Aunque su veneno es capaz de causar una significativa morbilidad, su mordedura generalmente no es fatal y menos venenosa que la de otras mortales serpientes australianas. Es común en los bosques y humedales del este de Australia. Es una de las serpientes más conocidas de Australia, ya que es común en las zonas urbanas a lo largo de la costa oriental de Australia. Tiene una longitud media total de 1,5 a 2 metros.

## Morfología
Pseudechis porphyriacus es de un color negro brillante en la superficie dorsal y de color rojo, púrpura o rosa los laterales inferiores y el vientre. El hocico es a menudo de un color marrón más claro. Es una especie de serpiente relativamente grande que llega hasta dos metros de longitud, aunque un ejemplar de tamaño medio sería de unos 1,4 m. Como todas las serpientes de la familia Elapidae tiene los colmillos en la parte frontal de la boca. Tiene 17 hileras de escamas en la parte central del cuerpo. Los juveniles son similares a los de Cryptophis nigrescens, con la que se pueden confundir fácilmente.

## Veneno

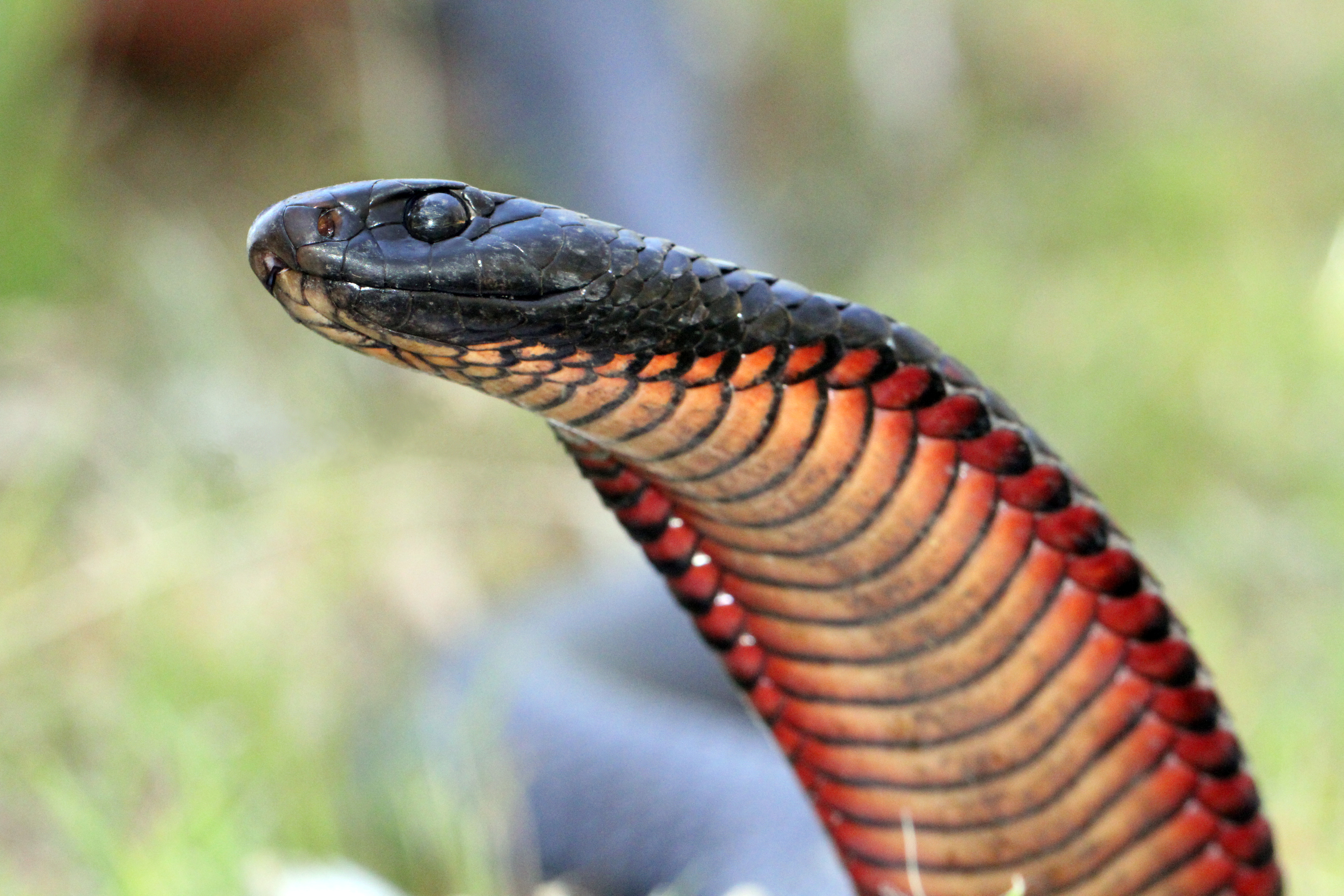
Pseudechis porphyriacus

Los primeros pobladores temían a Pseudechis porphyriacus, aunque resultó ser mucho menos peligrosa que muchas otras especies. La dosis letal media murina (DL50) es de 2,52 mg/kg cuando se administra por vía subcutánea. Una serpiente negra de vientre rojo produce 37 mg de veneno cuando se ordeña, con un máximo registrado de 94 mg. Representó el 16 % de las víctimas de mordedura de serpiente identificadas en Australia entre 2005 y 2015, sin que se registraran muertes. Su veneno contiene neurotoxinas, miotoxinas, coagulantes y también tiene propiedades hemolíticas.
Las mordeduras de serpientes Pseudechis porphyriacus pueden ser muy dolorosas, y requieren analgesia, y dan lugar a hinchazón local, sangrado prolongado e incluso necrosis local, especialmente si la mordedura está en un dedo. Las reacciones locales graves pueden requerir desbridamiento quirúrgico o incluso amputación. Se pensaba que los síntomas de envenenamiento sistémico, como náuseas, vómitos, dolor de cabeza, dolor abdominal, diarrea o diaforesis, eran raros, pero una revisión de 2010 encontró que ocurrieron en la mayoría de las víctimas de mordeduras. La mayoría de las personas también desarrollan una coagulopatía anticoagulante en unas pocas horas. Esto se caracteriza por un aPTT elevado y disminuye durante 24 horas. Se resuelve rápidamente con antiveneno. Algunas personas desarrollan una miotoxicidad y un dolor muscular generalizado asociado y, en ocasiones, debilidad, que puede durar hasta 7 días. Los pacientes pueden sufrir una pérdida del sentido del olfato (anosmia);  esto no tiene relación con la gravedad del envenenamiento y puede ser temporal o permanente. Aunque el veneno tiene componentes como la α-elapitoxina-Ppr1 que actúan como neurotoxinas en experimentos de laboratorio, los síntomas neurotóxicos generalmente están ausentes en los casos clínicos.
Un agente biológicamente activo fue aislado del veneno de la serpiente negra de vientre rojo en 1981 por Vaughan y sus colegas y se denominó pseudexina. Es una cadena polipeptídica única con un peso molecular de alrededor de 16,5 kilodaltons. Schmidt y Middlebrook descubrieron en 1989 que estaba compuesto por tres isoenzimas de fosfolipasa A2.
Las mordeduras de Pseudechis porphyriacus generalmente se tratan con antiveneno de Notechis (serpiente tigre). Si bien se puede usar el antiveneno de la serpiente negra, el antiveneno de la serpiente tigre se puede usar a una dosis más baja y, por lo tanto, es un tratamiento más barato.
La serpiente negra de vientre rojo es la especie más comúnmente reportada responsable de los perros envenenados en Nueva Gales del Sur. En 2006, un golden retriever de 12 años sufrió rabdomiólisis y lesión renal aguda secundaria a una mordedura de serpiente negra de vientre rojo. Las pruebas de laboratorio han encontrado que los gatos son relativamente resistentes al veneno, con una dosis letal de hasta 7 mg / kg.

## Textos citados
- Sutherland, Struan K.; Tibballs, James (2001) [1983]. Australian Animal Toxins (2nd ed.). South Melbourne, Victoria: Oxford University Press. ISBN 978-0-19-550643-3.

- Datos: Q2005433
- Multimedia: Pseudechis porphyriacus / Q2005433
- Especies: Pseudechis porphyriacus